# Arge cyanocrocea
Arge cyanocrocea är en stekelart som först beskrevs av Forster 1771.  Arge cyanocrocea ingår i släktet Arge, och familjen borsthornsteklar. Enligt den finländska rödlistan är arten nära hotad i Finland. Arten är reproducerande i Sverige. Artens livsmiljö är kulturmarker och andra av människan skapade miljöer.

## Bildgalleri

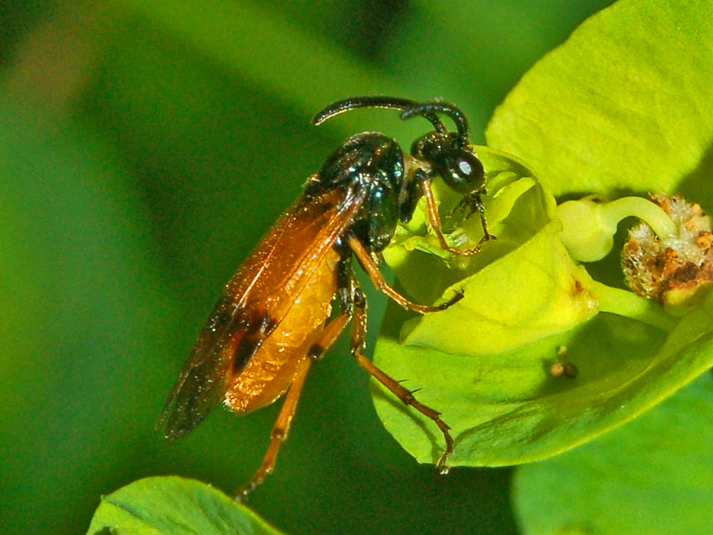
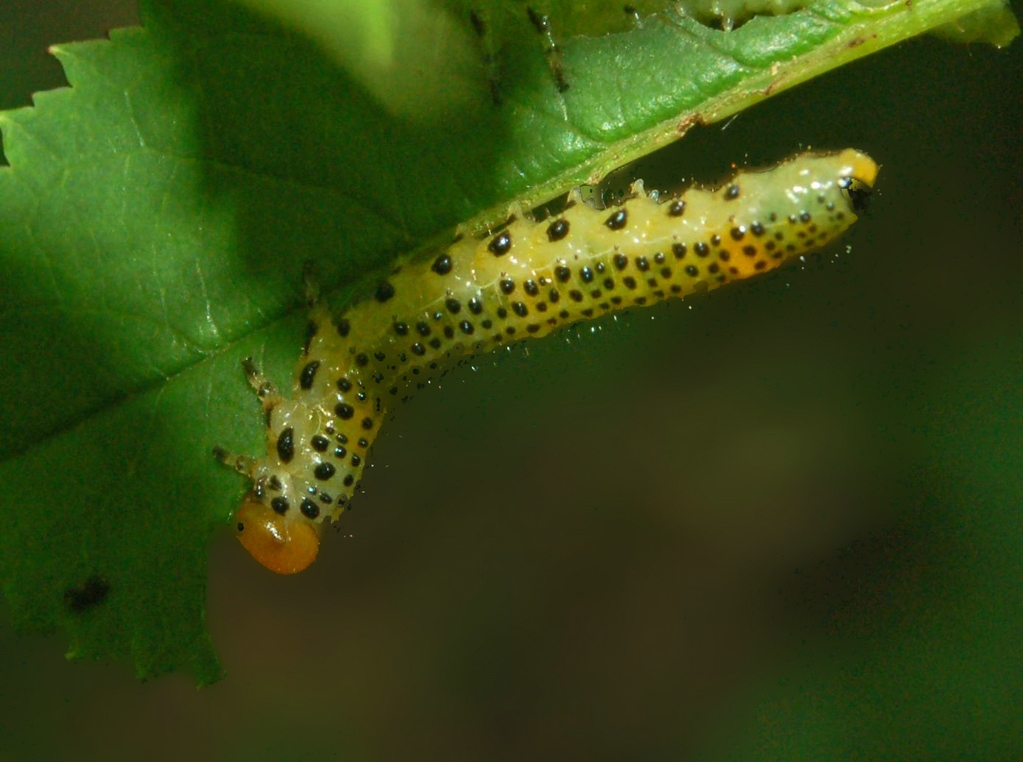
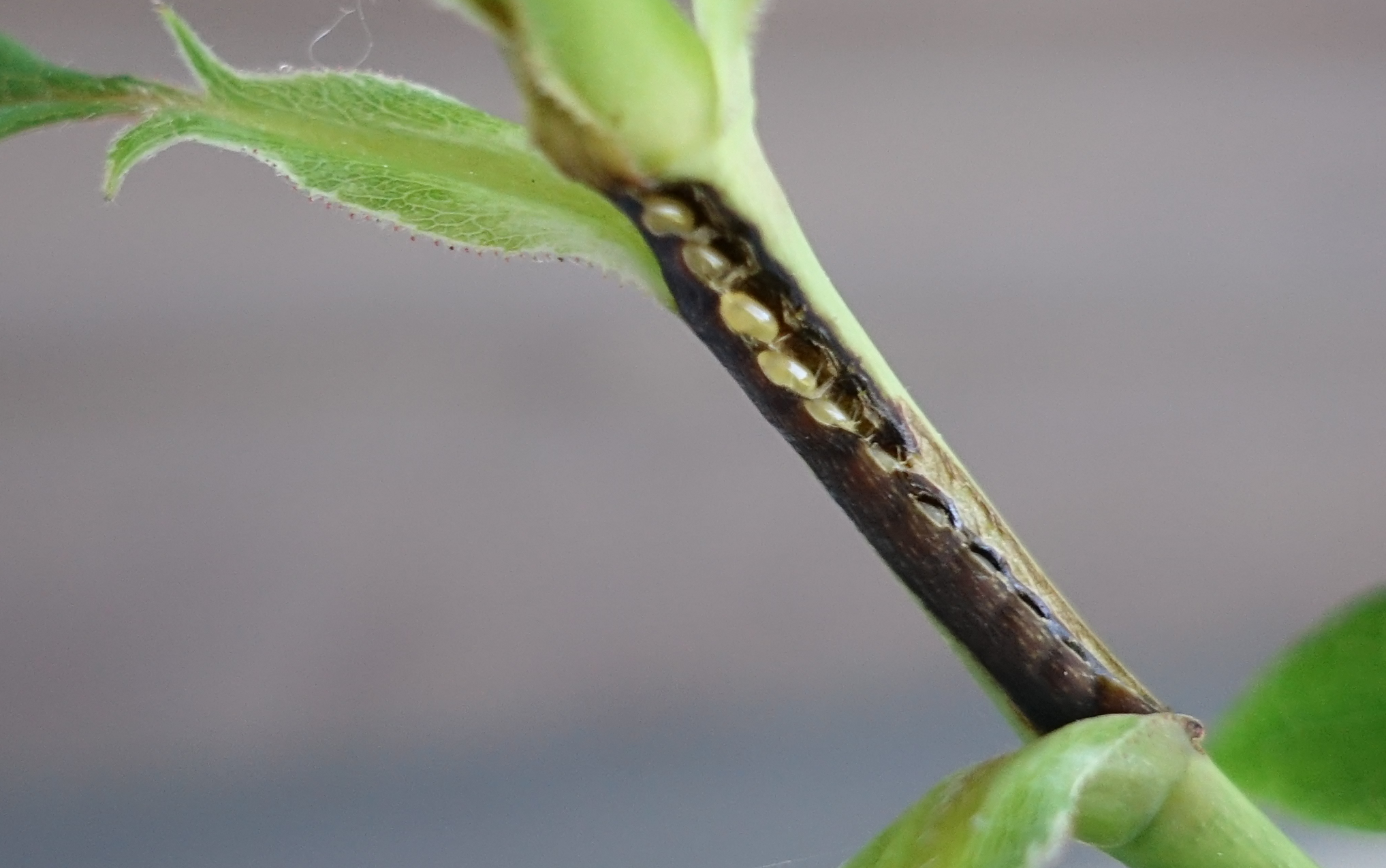
Arge cyanocrocea - Eggs